# Dicranolasma
Dicranolasma is een geslacht van hooiwagens uit de familie Dicranolasmatidae.
De wetenschappelijke naam Dicranolasma is voor het eerst geldig gepubliceerd door Sørensen in 1873.

## Soorten
Dicranolasma omvat de volgende 16 soorten:
Hieronder, met latere wijzigingen van World Catalogue of Opiliones (23/12/2023)
- Dicranolasma apuanum
- Dicranolasma cretaeum
- Dicranolasma cristatum
- Dicranolasma giljarovi
- Dicranolasma hirtum
- Dicranolasma hoberlandti
- Dicranolasma kurdistanum
- Dicranolasma mladeni
- Dicranolasma opilionoides
- Dicranolasma pauper
- Dicranolasma ponticum
- Dicranolasma ressli
- Dicranolasma scabrum
- Dicranolasma soerensenii
- Dicranolasma thracium
- Dicranolasma verhoeffi

De volgende 2 zijn junior synoniemen van Dicranolasma hirtum
- Dicranolasma diomedeum
- Dicranolasma napoli